# 鼠海豚號角 (緬因州)
鼠海豚號角（英語：Cape Porpoise）是位於美國緬因州約克縣的一個非建制地區。

## 地理
鼠海豚號角所處的海拔為高於海平面4米（即13英呎），而該地所採用的時區為UTC-5，即北美东部時區（EST）。同時該地設有夏令時間，為UTC-5調快一小時，即UTC-4（EDT）。